# Boraginaceae
Boraginaceae (vernacular, boragináceas) é uma família de plantas angiospermas dicotiledóneas que inclui cerca de 200 gêneros e 2.600 espécies, tendo distribuição mundial, estando presente em regiões tropicais e temperadas. No Brasil, ocorrem 129 espécies distribuídas em 9 gêneros, os quais estão presentes em diferentes formações vegetais. Seus representantes são espécies de arbustos, subarbustos, árvores, plantas herbáceas, e  trepadeiras.

## Morfologia
Representantes dessa família possuem como principal sinapomorfia o estilete ginobásico. Possuem ausência de floema interno e muitas vezes com alcaloides. Têm folhas alternas e espiraladas, simples, lobadas ou compostas, podendo possuir também venação peninérvea (estípulas ausentes). Suas flores podem ser bissexuadas ou unissexuadas, actinomorfas com 5 sépalas livres ou unidas na base. Possuem 5 pétalas, lobadas, em um longo tubo que geralmente apresentam escamas na boca do tubo. Possui fruto frequentemente drupa núcula ou esquizocarpo partindo-se em 2 ou 4 mericarpos, que são dispersos por animais ou pelo vento. Inflorescências determinadas, em geral formando escorpioides (eixos retorcidos com as flores na face superior que vão se tornando retos na medida que as flores amadurecem). Outra característica morfológica do grupo são pelos diversos nas suas folhas, unicelulares com um cistólito basal e com paredes de dióxido de silício e carbonato de cálcio. Essa característica confere um aspecto áspero devido às paredes calcificadas ou silicificadas.

## Biologia da polinização e dispersão de sementes
A polinização é predominantemente por insetos. Em Boraginaceae, a corola muda frequentemente de cor à medida que envelhece, rosa a azul, amarela a rosa a azul, amarela a branca e assim por diante. Acredita-se que mudanças no protoplasma estão envolvidas no deslocamento de rosa para azul, e talvez o turgor celular mude no deslocamento da cor do "olho" da flor de amarelo para branco. Em algumas espécies, a presença de antocianinas também causam a  mudança da cor das  flores, de vermelho para azul à medida que envelhecem. Isto pode ser utilizado como um sinal para os polinizadores, de que as flores estão desprovidas de pólen e néctar.

## Utilidade econômica
Algumas espécies são usadas de forma ornamental, como alguns tipos de herbáceas, que é o caso da espécie Myosotis Victoria, que é popularmente conhecida como não-te-esqueças-de-mim, e outra espécies servem de uso comercial de madeira. Outra espécie dessa família Symphytum officinale popularmente chamada de confrei tem propriedades medicinais, usadas como tônica, laxante, anticancerígena entre outras.

## Tipos de vegetação
Estas plantas se encontram distribuídas por biomas e vegetações de área antrópica, caatinga (stricto sensu), campinarana, campos de altitude, campos de várzea, campo limpo, campos rupestres, carrasco, cerrado (lato sensu), floresta ciliar ou floresta de galeria, floresta de terra firme, floresta de várzea, floresta estacional decidual, perenifólia, floresta estacional semidecidual, floresta ombrófila ou  floresta pluvial, floresta ombrófila mista, restinga, savana amazônica, vegetação aquática e vegetação sobre afloramentos rochosos.

## Diversidade taxonômica e relações filogenéticas
A maioria dos sistemas reconhecem 3 grandes subfamílias de Boraginaceae. O hábito lenhoso, estilete terminal e bifurcado, ovário não-lobado, frutos drupáceos, cotilédones achatados e presença de endosperma é uma plesiomorfia de Ehretioideae. A outra subfamília, Cordia, constrói um clado com base no estilete ,com 4 ramificações, cotilédones plicados e ausência de endosperma. A  subfamília restante  Heliotropiodeae apresenta frutos esquizocárpicos (com núcula) uma condição derivada que provavelmente evoluiu de modo independente.Também apresentam presença de estilete geralmente curto, não-dividido, com um único estigma. A posição de Boraginales é incerta, podendo classificar como irmã de Lamiales  com uma morfologia distinta do grupo. Relacionamentos anteriores Boragninaceae / Boraginales envolvem associação com  a Lamiaceae (Lamiales), pois os dois grupos possuem estilos ginobásicos e frutos com quatro nutlets separados, folhas opostas, caules quadrados, monossimétricos flores geralmente com quatro estames, endosperma com haustoria e embrião com um longo suspensor. Além disso, existe a diferença da radícula, onde em Boraginaceae a radícula aponta para cima em frutos, enquanto em Lamiaceae a radícula aponta para baixo.
Pteleocarpa, com covas vestigiais, era frequentemente incluído em Boraginaceae. Embora pensamentos mais antigos colocavam membros deste grupo relacionados, com a principal divisão  entre uma Hydrophyllaceae, com placentação parietal e frutos capsulares e também um Boraginaceae com ovários que normalmente tinham quatro óvulos e frutos que eram geralmente indeiscentes.
No antigo Sistema de Cronquist, as boragináceas eram incluídas na ordem Lamiales. No entanto, ficou evidente que as semelhanças com as restantes famílias desta ordem não eram maiores que com outras famílias de várias outras ordens das asterídeas.
Segundo o sistema classificativo APG II, as boragináceas estão integradas no clado Euasterídeas I, onde se incluem as ordens Gentianales, Garryales, Lamiales e Solanales. No atual Sistema APG IV, essa família foi integrada a uma ordem própria: Boraginales.
Tradicionalmente, Boraginaceae incluía as demais famílias da ordem no nível de subfamília. Trabalhos filogenéticos com dados moleculares, no entanto, revelaram que Boraginaceae  não formava um grupo monofilético. Boraginaceae foi então reduzida a 1.600 espécies e passou a ter como principal sinapomorfia o estilete ginobásico.
As Boraginaceae formam um grupo parafilético juntamente com as Hydrophyllaceae, sendo estas últimas incluídas nas primeiras pelo Sistema APG II. Algumas classificações mais recentes separam as Boraginaceae em várias famílias: Boraginaceae sensu strictum, Cordiaceae, Ehretiaceae, Heliotropiaceae, Hydrophyllaceae e Lennoaceae.

## Posicionamento
- clado das asterídeas (em inglês, "asterids")
  - ordem Cornales
  - ordem Ericales
  - clado das lamiídeas ou euasterídeas I (em inglês, "euasterids I" ou "lamiids")
    - ordem Boraginales
    - ordem Icacinales
    - ordem Metteniusales
    - ordem Vahliales
    - ordem Garryales
    - ordem Gentianales
    - ordem Lamiales
    -  ordem Solanales

  -  clado das campanulídeas ou euasterídeas II (em inglês, "euasterids II" ou "campanulids")
    - ordem Apiales
    - ordem Aquifoliales
    - ordem Asterales
    - ordem Bruniales
    - ordem Dipsacales
    - ordem Escalloniales
    -  ordem Paracryphiales

## Géneros
| - Actinocarya - Adelocaryum - Afrotysonia - Alkanna - Amblynotus - Amphibologyne - Amsinckia - Anchusa - Ancistrocarya - Anoplocaryum - Antiotrema - Antiphytum - Arnebia - Asperugo - Auxemma - Borago - Bothriospermum - Bourreria - Brachybotrys - Brunnera - Buglossoides - Caccinia - Carmona - Cerinthe - Chionocharis - Choriantha - Cordia - Craniospermum - Cryptantha - Cynoglossopsis - Cynoglossum - Cynoglottis - Cysostemon | - Dasynotus - Decalepidanthus - Echiochilon - Echiostachys - Echium - Ehretia - Elizaldia - Embadium - Eritrichium - Gastrocotyle - Gyrocaryum - Hackelia - Halacsya - Halgania - Heliocarya - Heliotropium - Heterocaryum - Huynhia - Ivanjohnstonia - Ixorhea - Lacaitaea - Lappula - Lasiarrhenum - Lasiocaryum - Lepechiniella - Lepidocordia - Lindelophia - Lithodora - Lithospermum - Lobostemon - Lycopsis - Macromeria - Maharanga | - Mairetis - Mattiastrum - Mertensia - Metaeritrichium - Microcaryum - Microula - Mimophytum - Moltkia - Moltkiopsis - Moritzia - Myosotidium - Myosotis - Neatostema - Nesocaryum - Nogalia - Nomosa - Nonea - Ogastemma - Omphalodes - Omphalolappula - Omphalotrigonotis - Onosma - Onosmodium - Oxyosmyles - Paracaryum - Pardoglossum - Patagonula - Pectocarya - Pentaglottis - Perittostema - Phacelia - Plagiobothrys - Pseudomertensia | - Psilolaemus - Pteleocarpa - Pulmonaria - Rindera - Rochefortia - Rochelia - Rotula - Saccellium - Scapicephalus - Schleidenia - Selkirkia - Sericostoma - Sinojohnstonia - Solenanthus - Stenosolenium - Stephanocaryum - Suchtelenia - Symphytum - Thaumatocaryum - Thyrocarpus - Tianschaniella - Tiquilia - Tournefortia - Trachelanthus - Trachystemon - Trichodesma - Trigonocaryum - Trigonotis - Ulugbekia - Valentiniella |